# Mond-Azurjungfer
Die Mond-Azurjungfer (Coenagrion lunulatum) ist eine Libellenart aus der Familie der Schlanklibellen (Coenagrionidae).

## Merkmale
Die Mond-Azurjungfer erreicht eine Flügelspannweite von etwa 3,5 Zentimeter. Die Männchen besitzen eine schwarz-blaue Zeichnung auf den Thorax- und den Hinterleibssegmenten, wodurch eine Verwechslungsgefahr mit anderen Azurjungfern besteht.

## Verbreitung und Lebensraum
Die Mond-Azurjungfer lebt vor allem an nährstoffarmen Moorgewässern, seltener in Hochmooren, dabei vor allem in Nordeuropa, allerdings selten auch in den Alpen.

## Lebensweise
Die Flugzeit dieser Libellen fällt in den Mai bis Mitte Juni. Die Tiere halten sich vor allem in der Ufervegetation auf, wo auch die Paarung stattfindet und Paarungsräder angetroffen werden können. Die Eier werden vom Weibchen vor allem in die untergetauchten Blätter des Wollgrases eingestochen, dabei befindet es sich in Tandemstellung mit dem Männchen. Beide tauchen gemeinsam und können mit Hilfe einer die Körper umhüllenden Luftblase bis zu einer halben Stunde unter Wasser bleiben. Die Larven verstecken sich in schwimmenden Pflanzenteilen.

## Gefährdung
Die Mond-Azurjungfer wird aufgrund der durch Trockenlegung verschwindenden Lebensräume etwa in Deutschland inzwischen als „vom Aussterben bedroht“ in der Roten Liste geführt.

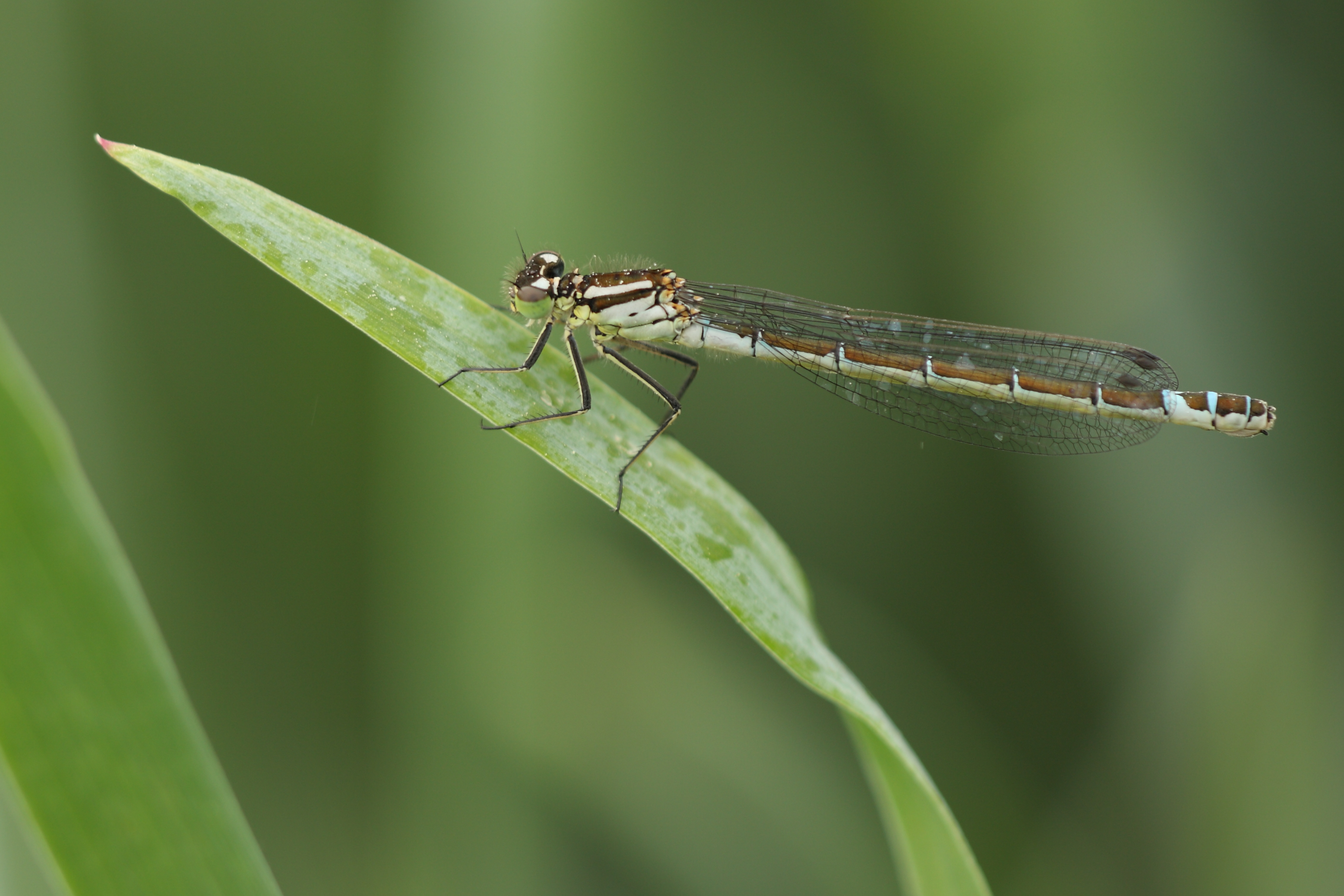
Mond-Azurjungfer, Weibchen